# Societat del Sagrat Cor de Jesús
La Societat del Sagrat Cor de Jesús (en llatí Societas Sacratissimi Cordis Jesu) és un institut religiós femení de dret pontifici dedicat a l'ensenyament de les nenes. Les germanes de la congregació posposen al seu nom les sigles R.S.C.J. (Religiosa Sanctissimi Cordis Jesu).

## Història
La congregació va ser fundada el 21 de novembre de 1800 a París per la religiosa francesa Madeleine-Sophie Barat (1779-1865). La societat, en la línia espiritual ignasiana (la Barat era filla espiritual dels jesuïtes), tenia com a missió la propagació de la devoció al Sagrat Cor de Jesús i l'educació, especialment de les joves de classes socials altes. S'ha vist, de vegades, com una branca femenina dels jesuïtes, també dedicats a l'ensenyament.

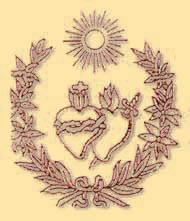
Antic emblema de la congregació, amb els cors units de Jesús i Maria.
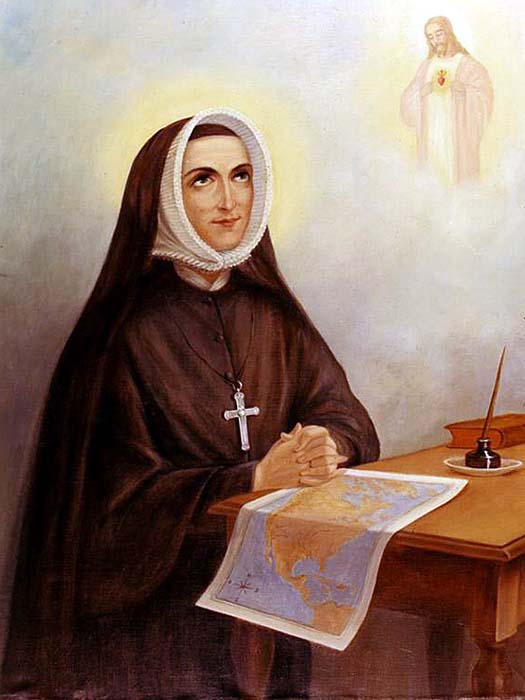
Santa Rosa Felipina Duchesne, mostrant l'hàbit antic de les germanes.

La institució va créixer ràpidament arreu d'Europa; a més, en 1818 Rose-Philippine Duchesne en va fundar cinc cases als Estats Units, on les religioses van dedicar-se a l'apostolat entre els indígenes nord-americans.
La Societat del Sagrat Cor va ser aprovada per Lleó XII el 15 de juliol de 1826. Un segle després, el 24 de maig de 1925, Pius XI va canonitzar-ne la fundadora, com a Santa Magdalena Sofia Barat.

## Activitats i difusió
Les religioses del Sagrat Cor de Jesús es dediquen principalment a l'ensenyament i l'organització de col·legis. Al final de 2005, comptaven amb 2.966 religioses i 410 cases en 45 estats d'arreu del món.